# フランソワーズ・マドレーヌ・ドルレアン
フランソワーズ・マドレーヌ・ドルレアン（Françoise Madeleine d'Orléans, 1648年10月13日 - 1664年1月14日）は、サヴォイア公カルロ・エマヌエーレ2世の最初の妃。父はフランス王ルイ13世の弟オルレアン公ガストン、母はその2番目の妃マルグリット・ド・ロレーヌ。イタリア名はフランチェスカ・マッダレーナ・ドルレアンス（Francesca Maddalena d'Orléans）。

## 生涯
1663年にカルロ・エマヌエーレ2世と結婚した。カルロ・エマヌエーレの母マリーア・クリスティーナはオルレアン公の姉であり、カルロ・エマヌエーレとフランソワーズ・マドレーヌとは従兄妹であった。結婚から1年とたたずに翌1664年、フランソワーズ・マドレーヌは子供を生むことなく早世し、トリノ大聖堂に葬られた。
カルロ・エマヌエーレは間もなく1665年にサヴォイア家傍系のマリー・ジャンヌ・ド・サヴォワ＝ヌムール（サヴォワ＝ヌムール家）と再婚し、のちにサルデーニャ王となるヴィットーリオ・アメデーオ2世をもうけた。